# داروهای ضد پلاکت
داروهای ضد پلاکت (به انگلیسی: Antiplatelet drug) در داروشناسی به گروهی از داروهای کاهش دهنده پلاکت گفته می‌شود  که از تشکیل ترومبوز جلوگیری می‌کنند. این داروها در پیشگیری از انواع بیماری‌های انعقادی قلبی-عروقی و نیز مغزی نقش دارند.

## داروهای شناخته‌شده
برخی از داروهای این گروه شامل این موارد است:
- مهارکننده انتخابی کوکس۲ غیرقابل بازگشت
  - استیل‌سالیسیلیک اسید (آسپیرین)
  - کلوپیدوگرل (پلاویکس)
  - تیکلوپیدین (تیکلید)
  - دی پیریدامول (پرسانتین)
- ترومبوکسان
  - سیلوستازول
  - پراسوگرل

## عوارض مسمومیت
از عوارض مسمومیت با این گروه داروها به ویژه هنگامی‌که چند نوع گوناگون داروی ضد پلاکت با هم مصرف شود٬ خونریزی‌های داخلی و به ویژه خونریزی در دستگاه هاضمه است.